# Hammermühle (Egloffstein)
Hammermühle ist ein Gemeindeteil des Marktes Egloffstein im Landkreis Forchheim (Oberfranken, Bayern).

## Geografie
Die im Südwesten der Wiesentalb gelegene Einöde ist ein Gemeindeteil des in Oberfranken gelegenen Marktes Egloffstein. Sie befindet sich etwa einen Kilometer südöstlich von Egloffstein und liegt auf einer Höhe von 362 m ü. NHN.

## Geschichte
Bis zum Beginn des 19. Jahrhunderts hatte die Hammermühle der Herrschaft reichsunmittelbarer Adeliger unterstanden, die sich in dem zum Fränkischen Ritterkreis gehörenden Ritterkanton Gebürg organisiert hatten. Als die reichsritterschaftlichen Territorien im Bereich der Fränkischen Schweiz 1805 mediatisiert wurden, wurde die Einöde unter Bruch der Reichsverfassung vom Kurfürstentum Pfalz-Baiern annektiert. Mit dieser gewaltsamen Inbesitznahme wurde schließlich auch die Hammermühle zum Bestandteil der während der Napoleonischen Flurbereinigung in Besitz genommenen neubayerischen Gebiete, was erst im Juli 1806 mit der Rheinischen Bundesakte nachträglich legalisiert wurde.
Durch die zu Beginn des 19. Jahrhunderts im Königreich Bayern durchgeführten Verwaltungsreformen wurde Hammermühle mit dem zweiten Gemeindeedikt 1818 zum Bestandteil der Ruralgemeinde Affalterthal. Im Zuge der Gebietsreform in Bayern wurde Hammermühle zusammen mit der gesamten Gemeinde Affalterthal am 1. Mai 1978 in den Markt Egloffstein eingegliedert.

## Verkehr
Die Anbindung an das öffentliche Straßennetz wird hauptsächlich durch die direkt am östlichen Ortsrand vorbeiführende Staatsstraße 2260 hergestellt. Darüber hinaus verbindet auch noch eine durch den Nachbarort Hammerthoos führende Gemeindeverbindungsstraße den Ort mit der ein wenig westlich davon verlaufenden Staatsstraße 2191.

## Baudenkmäler

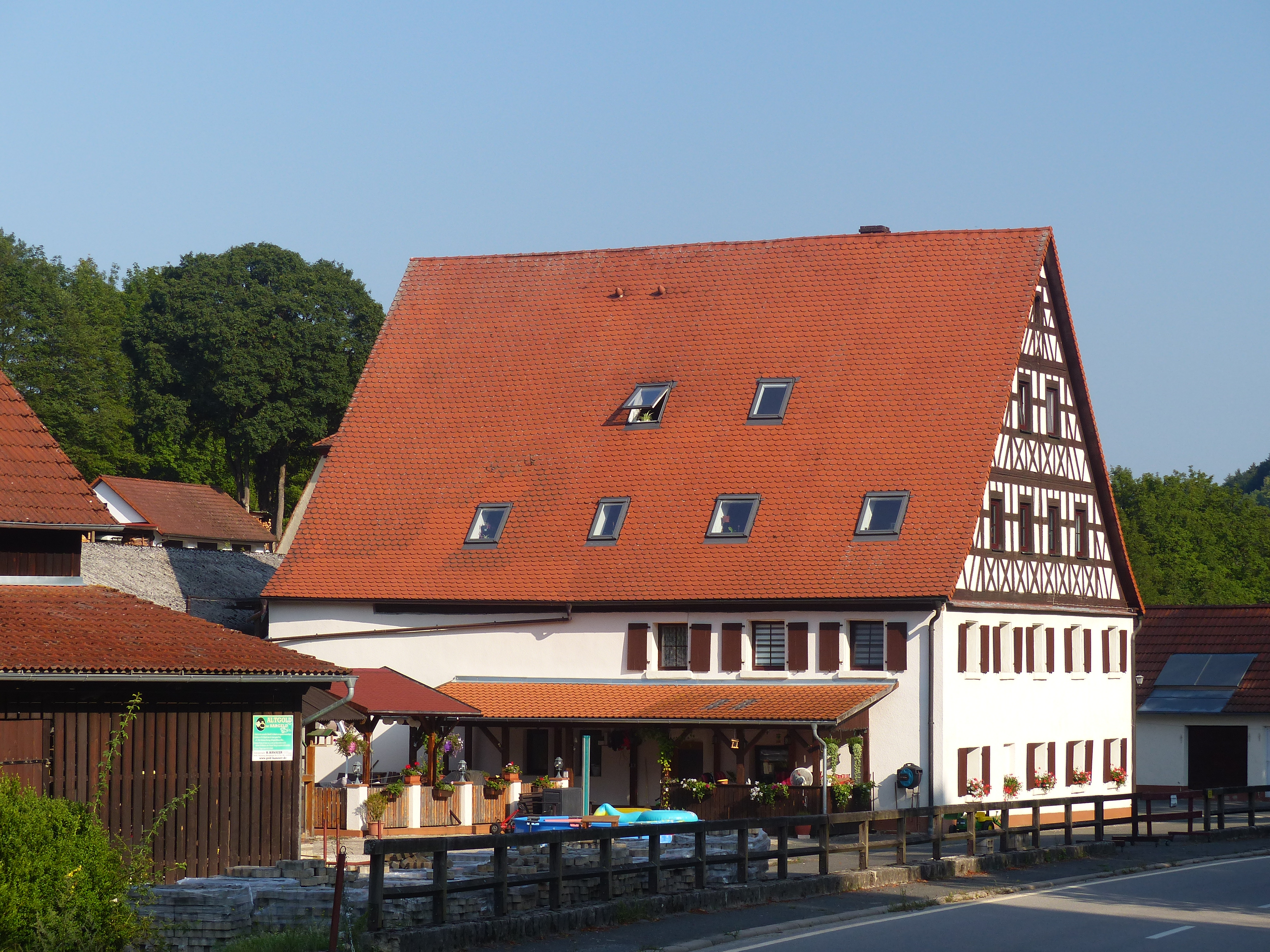
Die Hammermühle

In der Einöde gibt es zwei denkmalgeschützte Objekte, nämlich eine Mühle und ein Wasserwerk.